# BYD e2
BYD e2 — компактный электромобиль китайской компании BYD. Хетчбэк получил индекс e2, седан — e3.

## Описание
BYD e2 впервые был представлен в апреле 2019 года на Шанхайском автосалоне. Он оснащён электродвигателем на постоянных магнитах BYD-1814-TZ-XS мощностью 70 кВт (94 л. с.), в то время как BYD e2 400 оснащён двигателем на постоянных магнитах мощностью 100 кВт (134 л. с.), при этом максимальный крутящий момент обоих двигателей составляет 180 Н⋅м.

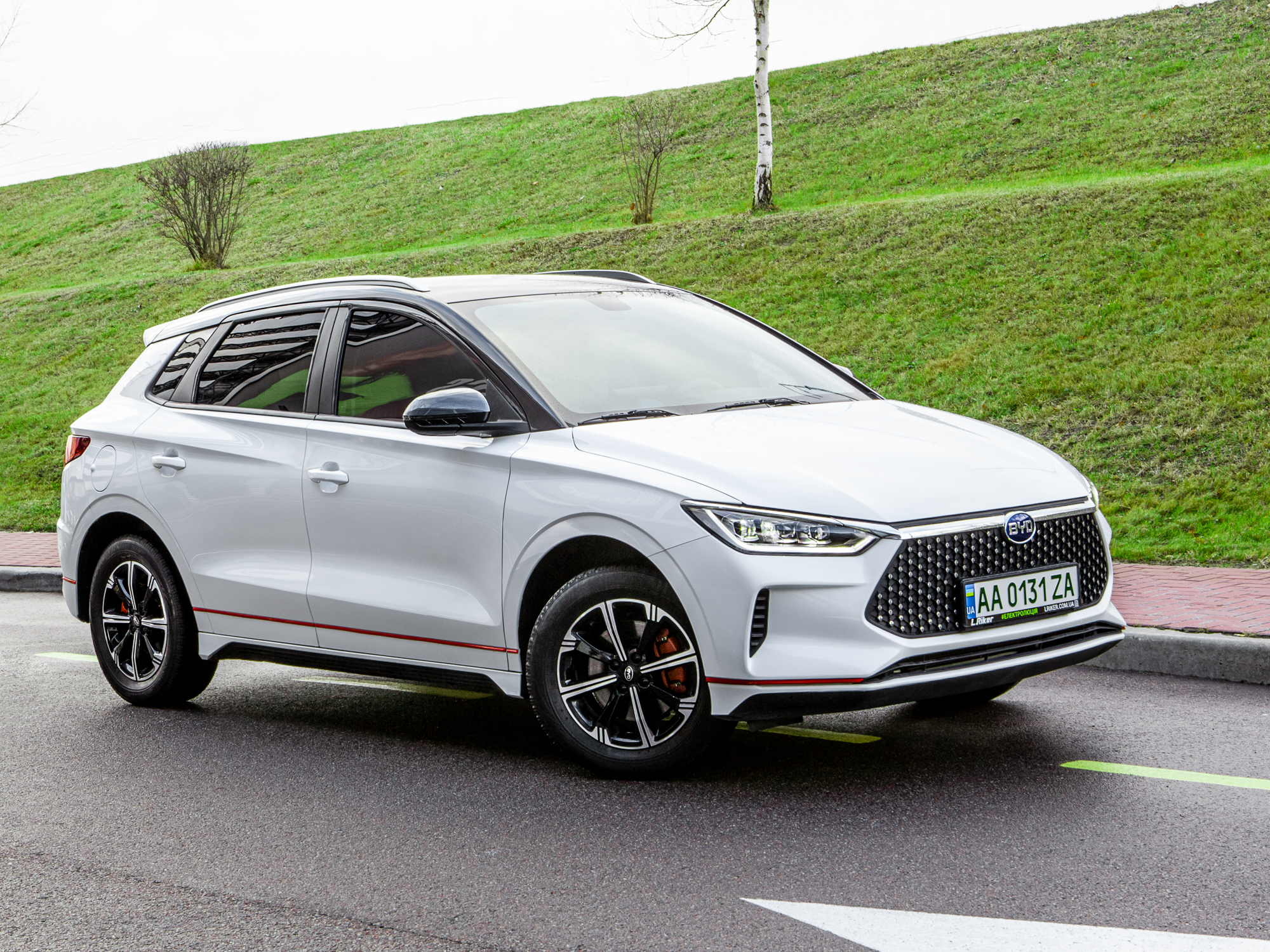
BYD e2, вид спереди
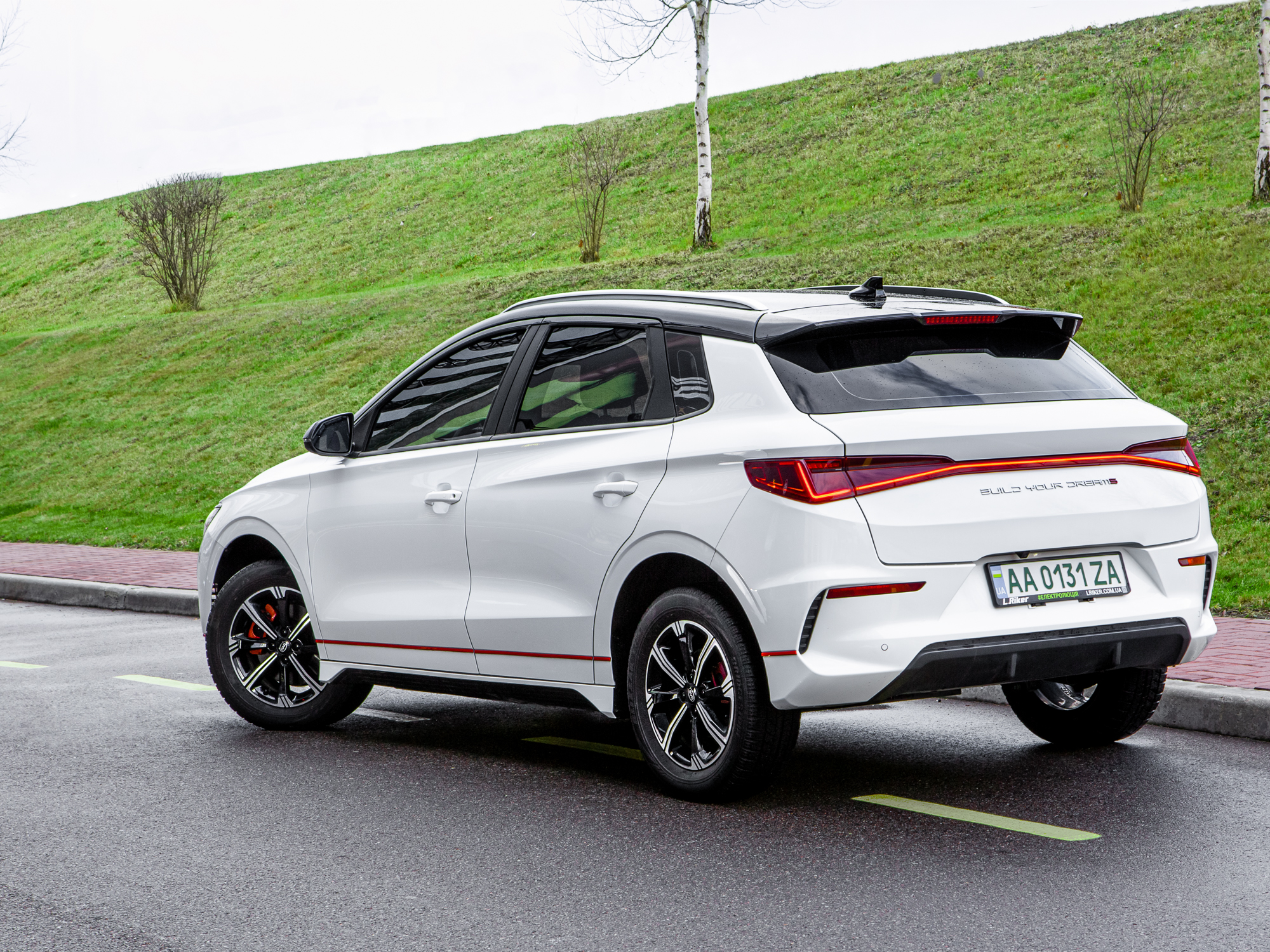
BYD e2, вид сзади

Седан BYD e3 имеет те же показатели производительности. Оба автомобиля оснащаются двумя вариантами аккумуляторов: ёмкостью 35,2 кВт⋅ч с запасом хода до 305 км по циклу NEDC или же 47,3 кВт⋅ч с запасом хода 405 км по тому же циклу. Зарядка переменным током составляет 1,5—1,6 часов, в то время как быстрая зарядка постоянным током от 30% до 80% происходит за 30 минут. Разгон до 50 км/ч составляет 3,9 секунды.

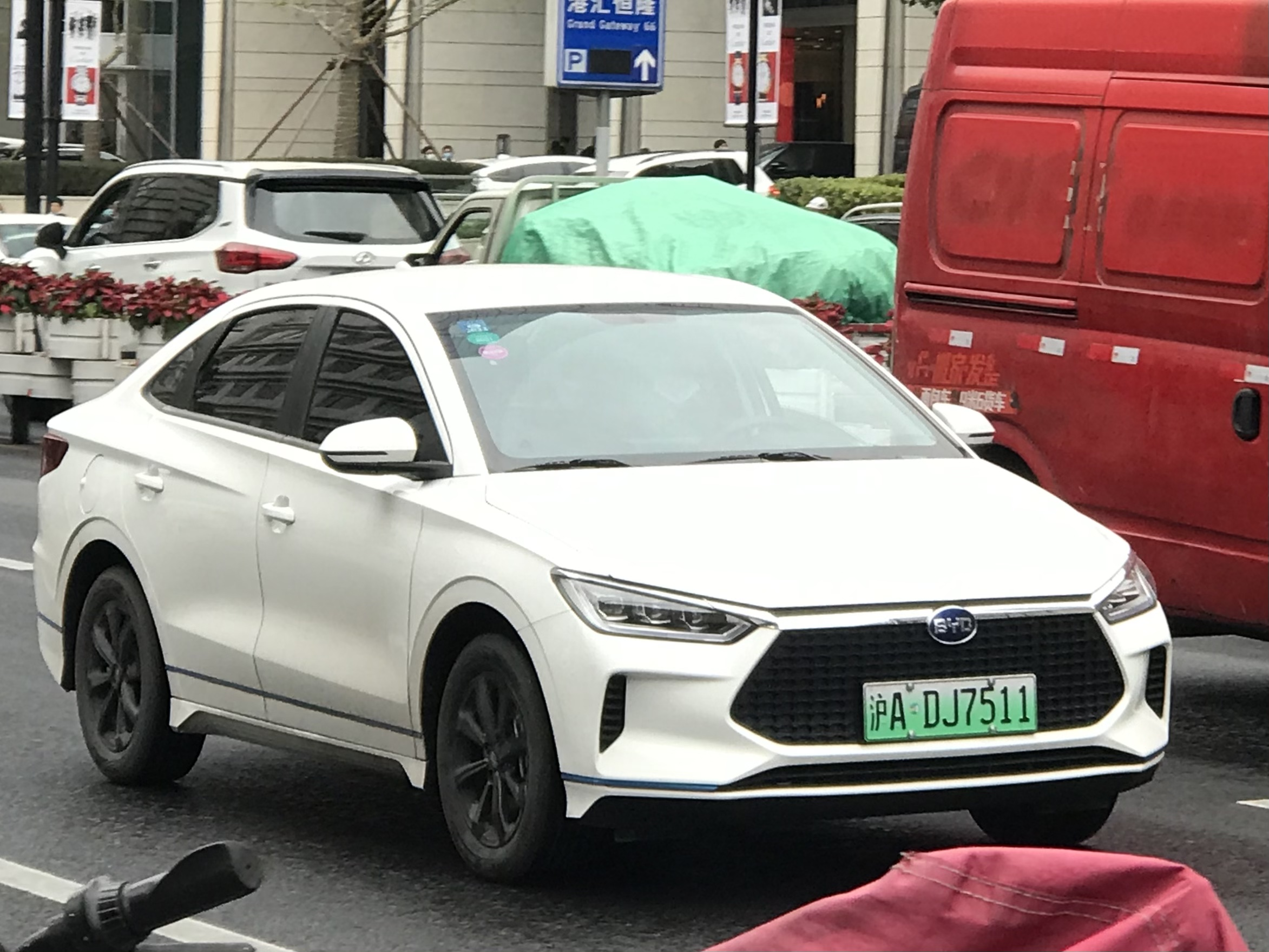
BYD e3
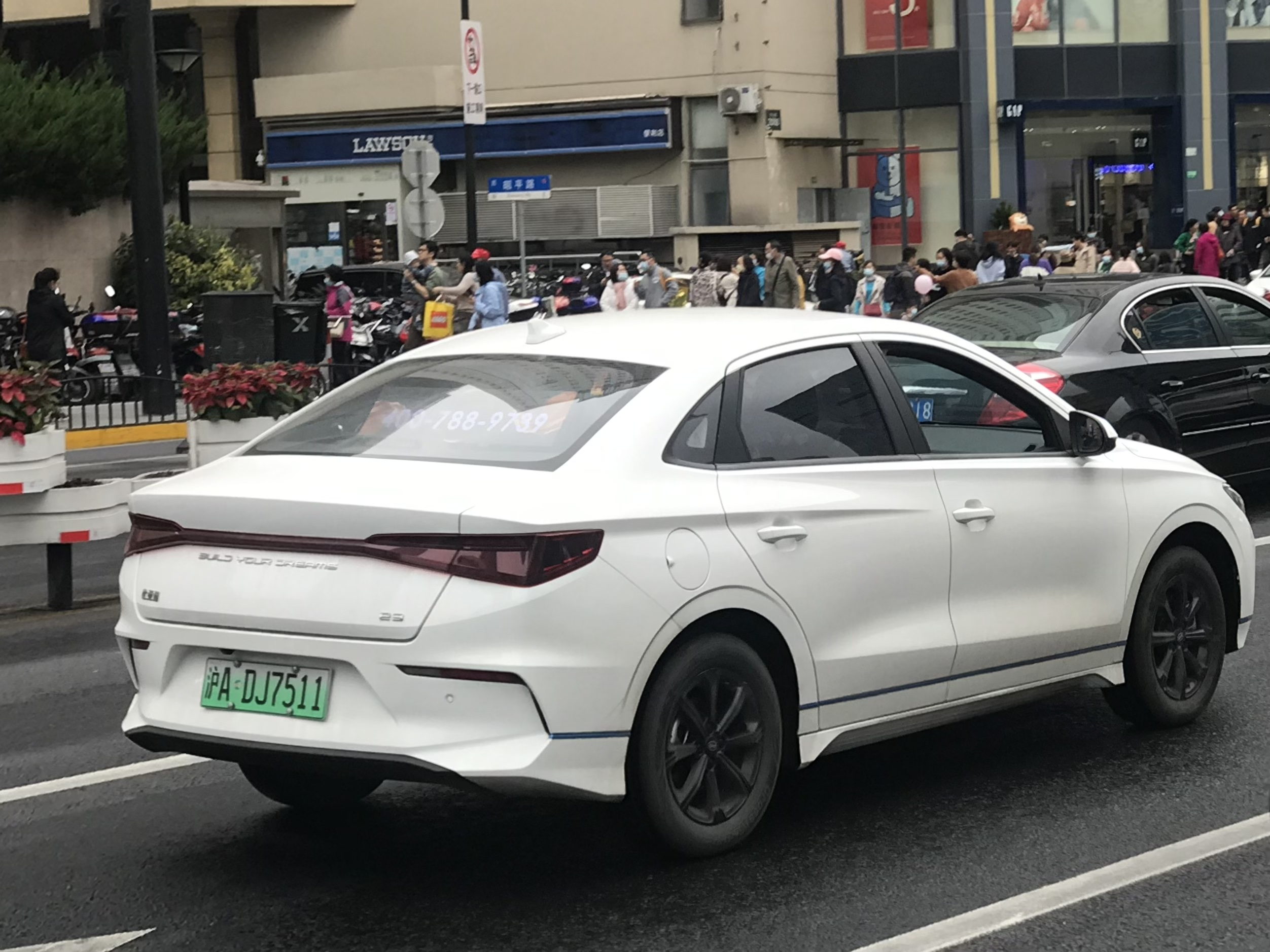
BYD e3, вид сзади

Цены BYD e2 составляли 89 800—144 800 юаней, а e3 — 103 800—164 800 юаней.
В 2023 году автомобиль прошёл рестайлинг передней панели и интерьера. Обновлённая модель оснащена аккумулятором LFP мощностью 43,2 кВт⋅ч и электродвигателем мощностью 95 л. с., что обеспечивает запас хода 405 км по циклу CLTC.

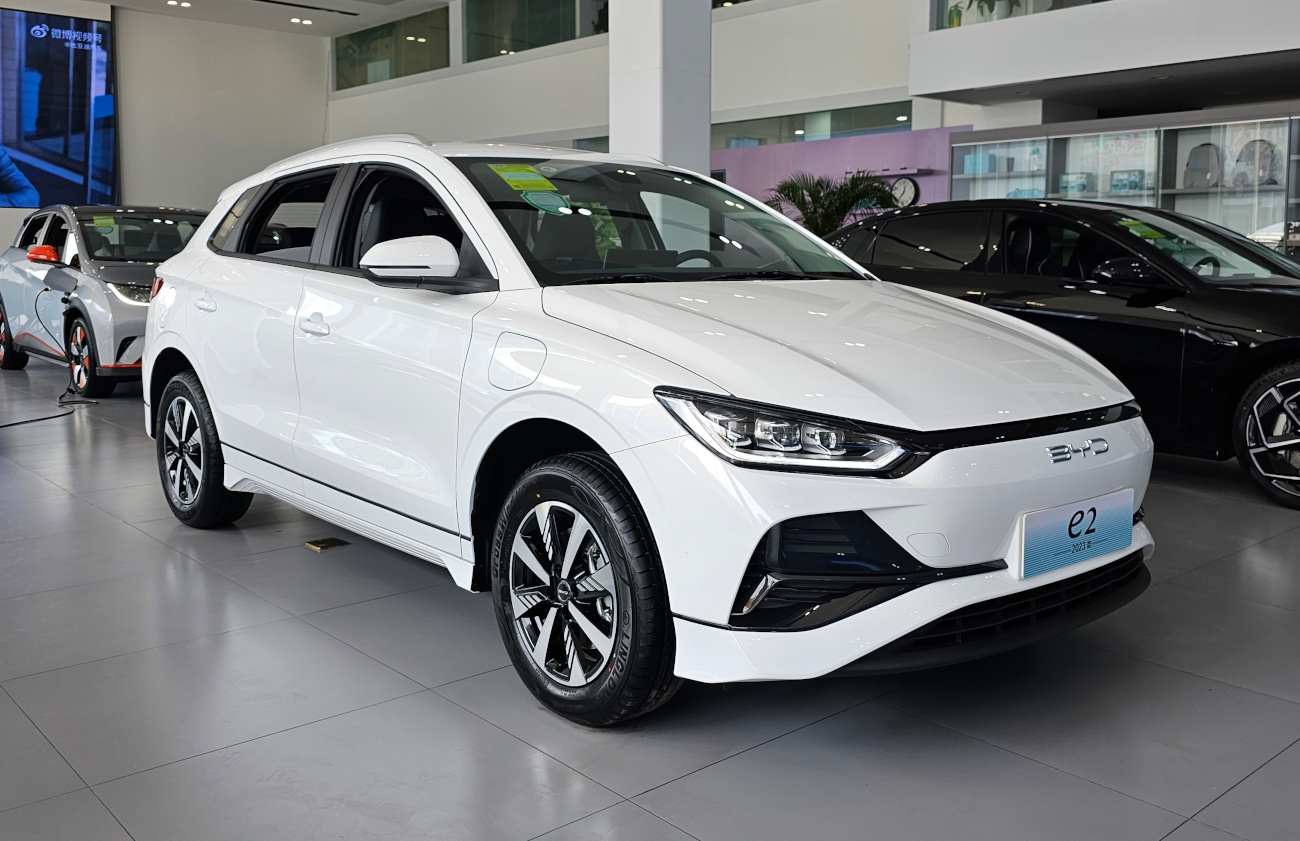
BYD e2 (2023)
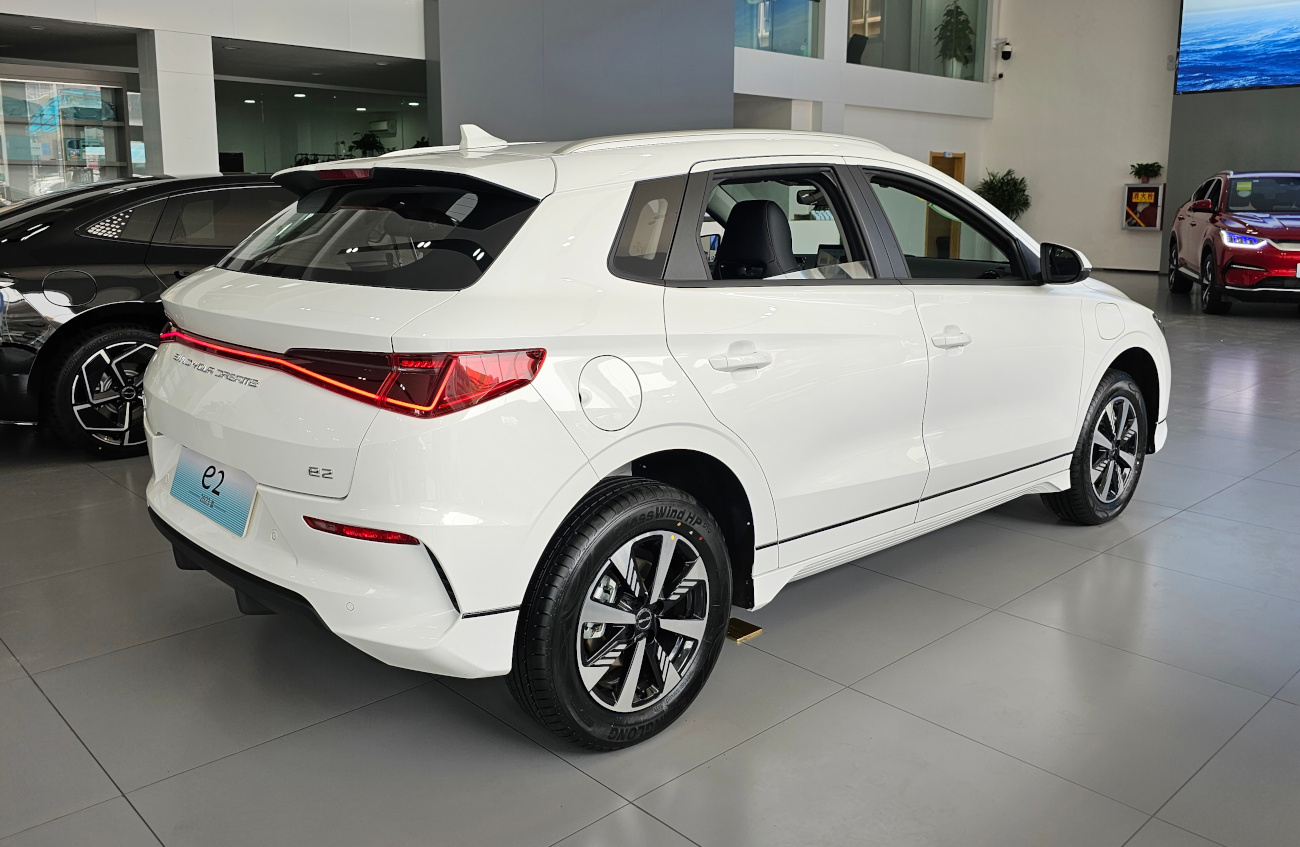
BYD e2 (2023), вид сзади